# Разказът на великия боил
Разказът на великия боил е българска телевизионна новела (историческа) от 1982 година по сценарий на Богдан Ланджев и режисура на Людмил Трифонов. Оператор е Бочо Бочев .

## Актьорски състав
| Роля                  | Изпълнител             |
| Ролите изпълняват:    |                        |
| --------------------- | ---------------------- |
| старият боил          | з. а. Венцислав Кисьов |
| младия боил           | Александър Александров |
| Константин V Копроним | з. а. Любомир Димитров |
| Хан Телериг           | Нино Луканов           |